# مسجد دخنة الكبير
مسجد دخنة الكبير، من المساجد القديمة في مدينة الرياض.

## موقع مسجد دخنة الكبير
يقع المسجد في الجهة الغربية الجنوبية من دخنة الواقعة ضمن الرياض، وأُطلق عليه الكبير تمييزاً عن مسجد دخنة الصغير.

## سنة البناء
بعد دخول الأمير عبدالعزيز بن محمد بن سعود لمدينة الرياض في عصر اليوم الخامس عشر من شهر ربيع الآخر من عام 1187هـ قام الشيخ محمد بن عبدالوهاب ببناء هذا المسجد، ويُقال أن ابنه عبد الله قام بخط قبلة المسجد ليلاً عن طريق الاستدلال والنظر عبر تحديد النجوم، ومن ثم شرع في البناء بمشاركة الأهالي، وكان عبد الله بن محمد بن عبد الوهاب أول من قام بإمامته وبنائه ونسب إليه.

## أبرز أدوار المسجد
- يعتبر هذا المسجد ثاني أكبر المساجد في الرياض حجماً
- كان المسجد يعقد حلقات العلم بكثرة بعد جامع البلد الكبير كما ذكر ذلك الرحالة بلجريف اثناء رحلته للرياض عام 1279هـ
- يذكر إمام المسجد آنذاك الشيخ عبد اللطيف قاضي الرياض أن المسجدان الجامع الكبير ودخنة الكبير كانا ملفتين للنظر لكبر مساحتهما والدقة في بنائهما.
- كان يوجد في المسجد أكبر قراء القرآن الكريم، ففي الجانب الجنوبي كان المقرئ الشيخ صالح ابن مرحوم الملقب بن مصبيح رحمه الله، وفي الجانب الشمالي من المسجد كان الشيخ عبد الرحمن بن ناصر بن مفيريج المتوفي في حدود سنة 1340هـ، وممن دَرس في هذا المسجد الشيخ عبد الله بن حسين الغانم سنة 1358هـ.[3]

## الأحداث والمسجد
ضاقت حلقات التعليم في المسجد مما أدى إلى هدمه وإعادة بنائه مع إدخال مساحات إضافية، وبالفعل تم هدمه وإعادة بنائه في سنة 1361هـ، وقام ببنائه عبد الرحمن بن ناصر بن عبيدان على نفقة عبد العزيز بن سليم رحمه الله، وكتب نقش مجصص في جهة المحراب مؤرخ بتاريخ بنائه الثاني جاء فيه (عمر هذا الجامع الشريف في عام 1361هـ، واستمر التدريس في هذا المسجد مع نشر حلقات العلم والتعليم، وقد رُمم المسجد سنة 1376هـ، وفي سنة 1381هـ هُدم المسجد مع توسعته في الجهة الشرقية، وتم بناؤه بناءً مسلحاً على نفقة الأميرة لؤلؤة بنت عبد الرحمن الفيصل رحمها الله، وفي سنة 1403هـ تم بناء المسجد بناءً مسلحاً للمرة الأخيرة.

## الائمة والمؤذنون في المسجد
الأئمة
- الشيخ عبد الله بن محمد بن عبد الوهاب
- الشيخ عبد اللطيف بن عبد الرحمن بن حسن
- الشيخ عبد الله بن عبد اللطيف
- حمد بن فارس
- محمد بن إبراهيم آل الشيخ
- عبد الله بن إبراهيم آل الشيخ
- عبد الله بن حسين الغانم
- عبد العزيز بن حمد بن عتيق
- سعد بن محمد بن إسحاق بن عتيق

المؤذنون
- الشيخ إبراهيم بن حمدان
- الشيخ عبد الرحمن بن ناصر بن مفيريج
- الشيخ عبد الله بن ناصر بن مفيريج
- الشيخ ناصر بن عبد الله بن مفيريج[5]

## مساقي المسجد
- مساقاة الشيخ عبد الرحمن بن محمد بن عساكر
- مساقاة آل مرشد تقع في الجنوب الشرقي من المسجد
- مساقة إبراهيم بن حمدان تقع في شمال المسجد، ويُطلق عليها قليصة
- مساقة عيافة ومساقة هندية وتقع جنوب المسجد، وكليهما تُنسب إلى أسرة آل عياف، وأسرة آل هندي.[6]

## انظر ايضاً
- الرياض
- مسجد
- جامع الإمام تركي بن عبد الله

## وصلات خارجية
- دخنة.. حي العلماء في الرياض القديمة.
- مساجد الرياض القديمة.